# NGC 4743
NGC 4743 је лентикуларна галаксија у сазвежђу Кентаур која се налази на NGC листи објеката дубоког неба.
Деклинација објекта је - 41° 23' 24" а ректасцензија 12h 52m 15,6s. Привидна величина (магнитуда) објекта NGC 4743 износи 12,4 а фотографска магнитуда 13,4. Налази се на удаљености од 41,288 милиона парсека од Сунца. NGC 4743 је још познат и под ознакама ESO 323-21, MCG -7-27-5, DRCG 56-25, DCL 331, PGC 43653.